# Nicholas Crane

Logo britské televizní stanice BBC Two

Logo britské televizní stanice BBC Four

Nicholas Crane (* 6. května 1954, Hastings) je anglický geograf, cestovatel, spisovatel, redaktor a komentátor. V letech 1992 až 1993 prošel sám za 18 měsíců 10 tisíc kilometrů dlouhou pěší cestu z mysu Finisterre ve Španělsku do tureckého Istanbulu. Od roku 2004 napsal a uvedl čtyři významné televizní seriály pro stanici BBC Two: Coast, Great British Journeys, Map Man a Town.

## Život

### Mládí a vzdělání
Nicholas Crane se narodil 6. května 1954 v městě Hastings (jižní Anglie, hrabství Východní Sussex), ale vyrostl v Norfolku. V letech 1967 až 1972 navštěvoval Wymondham College, poté pokračoval ve studiu geografie na Cambridgeshire College of Arts & Technology (CCAT) (Vysoká škola umění a technologie v Cambridgeshire), jež se stala univerzitou od roku 1992 a od roku 2005 pak byla přejmenována na Anglia Ruskin University (Anglická Ruskinova Universita; podle anglického spisovatele, básníka, vědce a uměleckého kritika Johna Ruskina)
Nicholas Crane zamlada chodil se svým otcem na pěší túry a kempovat, na kole projezdil celý Norfolk, a tyto aktivity u něj vypěstovaly oblibu v průzkumu cizích krajů.

### Osobní život
V roce 1991 se oženil s Annabel Huxley, žijí v severozápadním Londýně a mají tři děti.[zdroj?]

### Kariéra
- V roce 1986 lokalizoval Nicholas Crane spolu se svým bratrancem Richardem Cranem Euroasijský pól nedostupnosti; jejich cesta byla předmětem knihy Cesta do středu Země (Journey to the Centre of the Earth).

- V letech 1992 až 1993 prošel sám za 18 měsíců 10 tisíc kilometrů dlouhou pěší cestu z mysu Finisterre ve Španělsku do tureckého Istanbulu a tento výlet podrobně vylíčil ve své knize Čistá voda stoupá: Horská procházka napříč Evropou (Clear Waters Rising: Mountain Walk Across Europe), která v roce 1997 získala cenu Cestopis Thomase Cooka (Thomas Cook Travel Book Award). V roce 1994 o této cestě natočil televizní dokument High Trails to Istanbul (Vysokohorskými stezkami do Istanbulu).

- V roce 2000 vydaná kniha Dva stupně západně (Two Degrees West) popsala jeho cestu od severu dolů k jihu Velkou Británií, při níž co nejpřesněji sledoval nultý poledník. Zcela nedávno pak Nicholas Crane publikoval biografii významného vlámského kartografa a matematika Gerharda Mercatora.

- Za své cesty po Tibetu, Číně, Afghánistánu a Africe získal Nicholas Crane spolu se svým bratrancem Richardem Cranem v roce 1992 medaili Mungo Parka (Mungo Park Medal)[4] od Královské skotské geografické společnosti (Royal Scottish Geographical Society (RSGS)).

- V roce 2007 dokončil Nicholas Crane osmidílnou sérii Velké britské cesty (Great British Journeys) pojednávající o osmi osobnostech, které prozkoumali Velkou Británii a přispěli do vzniklé společnosti cestovatelů (průzkumníků). Každá epizoda měla stopáž 60 minut a oněmi osobnostmi byli:
  - Thomas Pennant (1726–1798) – historik přírody, cestovatel a spisovatel;
  - William Gilpin (1724–1804) – umělec, anglikánský duchovní a učitel;
  - Celia Fiennes (1662–1741) – cestovatelka;
  - William Cobbett (1763–1835) – pamfletář, farmář a novinář;
  - Gerald z Walesu;
  - Daniel Defoe;
  - John Leland (1503–1552) – anglický básník a
  - Henry Vollam Morton (H. V. Morton) (1892–1979) – novinář a cestovatel.

- V listopadu 2007 debatoval (v rámci výroční dobrovolnické konference CPRE; CPRE's annual Volunteers Conference) Nicholas Crane o budoucnosti anglického venkova s následujícími osobnostmi:[5][p 1]
  - Richard Girling – britský novinář a autor, známý články o životním prostředí);
  - Susan Merlyn Clifford MBE (* 1944) – spoluzakladatelka britské organizace Společná půda (Common Ground), která se snaží spojit přírodu s kulturou;
  - Richard Thomas Mabey (* 1941) – spisovatel a komentátor pořadů o vztazích mezi přírodou a kulturou
  - a Bill Bryson.

- V období od srpna 2011 do května/června 2013 byl vysílán seriál o britských městech, který uváděl Nicholas Crane.

- V roce 2012 působil jako hostující profesor na Anglické Ruskinově Universitě (Anglia Ruskin University) coby její bývalý student oceněný titulem čestného doktora vědy (Honorary Doctor of Science).

- V roce 2015 byl Nicholas Crane zvolen předsedou Královské geografické společnosti (Royal Geographical Society)[6]

- Jeho nejnovější kniha se zabývá dvanácti–tisíci–letou historickou geografií Británie (12,000-year historical geography of Britain).

## Publikační činnost (knihy)
- 1980: The CTC Route Guide to Cycling in Britain and Ireland (CTC průvodce cyklisty Británii a Irskem) (společně s Christa Gausden)[p 2]
- 1980–1986 (každoročně): Cycling Guide (Průvodce cyklistikou) (Tantivy Press)
- 1984: Cycling in Europe (Cyklistika v Evropě)
- 1985: Bicycles Up Kilimanjaro (Jízdním kolem na Kilimandžáro) (společně s Richardem Cranem)
- 1987: Journey to the Centre of the Earth (Cesta do středu Země) (společně s Richardem Cranem)
- 1988: Richard's Mountain Bike Book (Richardova kniha o horských kolech) (společně s Charles Kelly, editoval Richard Ballantine)
- 1989: Nick Crane's Action Sports (Akční sporty Nicka Kraneho)
- 1990: Atlas Biker: Cycling in Morocco. O.U.P. (Atlas cyklisty: Cyklistika v Maroku O.U.P.)
- 1996: Clear Waters Rising: A Mountain Walk Across Europe (Čistá voda stoupá: Horská procházka napříč Evropou)
- 2000: Two Degrees West: An English Journey (Dva stupně západně: cesta Anglií)
- 2003: Mercator: The Man Who Mapped the Planet (Mercator: Muž, který zmapoval planetu)
- 2007: Great British Journeys (Velké cesty Británií)
- 2010: Coast A Journey around our Shores (Pobřežní cesta kolem našich břehů)
- 2016: The Making Of The British Landscape: From the Ice Age to the Present (Formování britské krajiny: od doby ledové do současnosti)[7]

## Televizní tvorba
- 1982: Now Get Out of That (Teď z toho vypadáváš) – jako soutěžící zastupující Oxford
- 1994: High Trails to Istanbul (Vysokohorskými stezkami do Istanbulu)
- 2005: Map Man (Muž mapy) (8 x 30 minut, 2004 a 8 x 30 minut, 2005)
- 2007: Coast (Pobřeží) (jako hlavní moderátor, 13 x 60 minut, 2005 jako řádný přispěvatel 2006 do současnosti)
- 2007: Great British Journeys (Velké britské cesty) (8 x 60 minut)
- 2008: Beeching's Tracks – nejlepší moderátor epizody 1 East (Východ); vysíláno 13. listopadu 2008 na BBC Four[8]
- 2009: Nicholas Crane's Britannia: The Great Elizabethan Journey (Británie Nicholase Crana: Velká alžbětinská cesta) (3 x 60 minut)
- 2009: In Search of England’s Green and Pleasant Land: East (Hledání anglické zelené a příjemné země: východ) (30 minut); vysíláno 5. června 2009 na BBC Four
- 2009: Munro: Mountain Man (Munro: Horský muž) (60 minut); vysíláno 20. září 2009 na BBC Four
- 2013: TOWN with Nicholas Crane (MĚSTO s Nicholasem Cranem) (4 x 60 minut, 2011 a 4 x 60 minut, 2013)

## Dovětek
Do češtiny byl přeložen a publikován v roce 2006 jeho cestopis Clear Waters Rising (v češtině pod názvem: Pěšky napříč Evropou) z roku 1996.